# Escacena del Campo

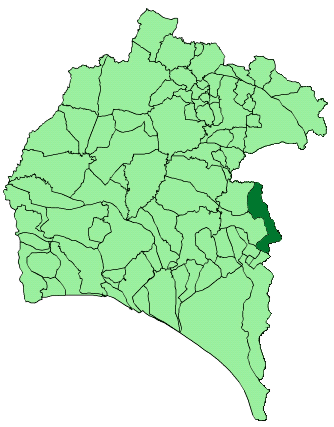
Bản đồ Escacena del Campo, Huelva

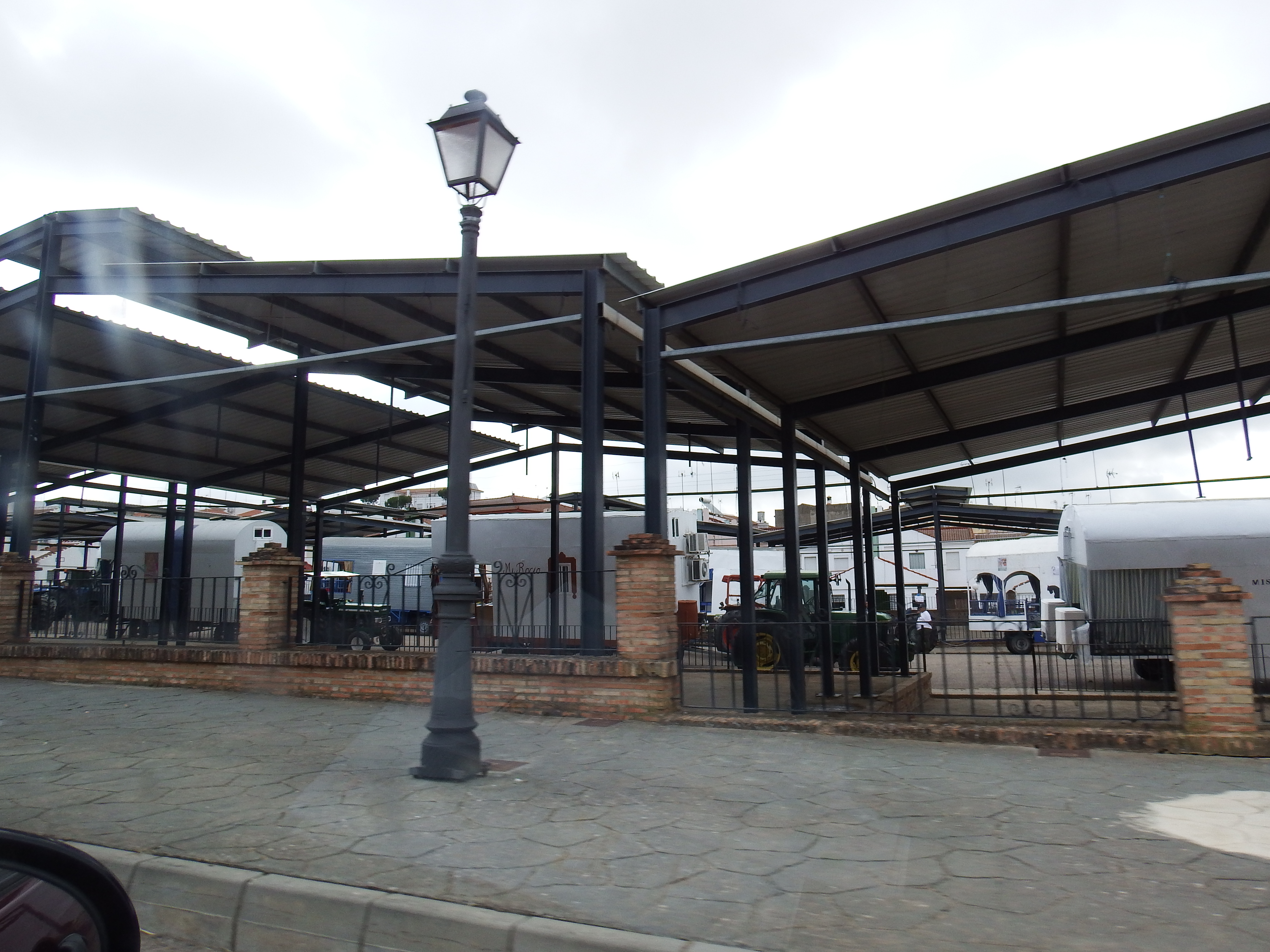

Escacena del Campo là một đô thị và thị trấn ở tỉnh Huelva, Tây Ban Nha. Theo điều tra dân số năm 2005, đô thị này có dân số 2.182 người. Diện tích của đô thị này là 136 km², mật độ dân số 16,0 ngườib/km². Đô thị này nằm ở độ cao 173m trên mực nước biển và cách tỉnh lỵ Huelva 61 km.